# Li Yanan
Li Yanan, född 27 april 1994, är en kinesisk judoutövare.
Yanan tävlade för Kina vid olympiska sommarspelen 2020 i Tokyo. Hon besegrade Galbadrachyn Otgontsetseg i den första omgången i extra lättvikt, men blev därefter utslagen i den andra omgången av Catarina Costa.